# FGF20
FGF20 (англ. Fibroblast growth factor 20) – білок, який кодується однойменним геном, розташованим у людей на 8-й хромосомі. Довжина поліпептидного ланцюга білка становить 211 амінокислот, а молекулярна маса — 23 499.
| 10         |  | 20         |  | 30         |  | 40         |  | 50         |
| ---------- |  | ---------- |  | ---------- |  | ---------- |  | ---------- |
| MAPLAEVGGF |  | LGGLEGLGQQ |  | VGSHFLLPPA |  | GERPPLLGER |  | RSAAERSARG |
| GPGAAQLAHL |  | HGILRRRQLY |  | CRTGFHLQIL |  | PDGSVQGTRQ |  | DHSLFGILEF |
| ISVAVGLVSI |  | RGVDSGLYLG |  | MNDKGELYGS |  | EKLTSECIFR |  | EQFEENWYNT |
| YSSNIYKHGD |  | TGRRYFVALN |  | KDGTPRDGAR |  | SKRHQKFTHF |  | LPRPVDPERV |
| PELYKDLLMY |  | T          |  |            |  |            |  |            |

A: Аланін

C: Цистеїн

D: Аспарагінова кислота

E: Глутамінова кислота

F: Фенілаланін

G: Гліцин

H: Гістидин

I: Ізолейцин

K: Лізин

L: Лейцин

M: Метіонін

N: Аспарагін

P: Пролін

Q: Глутамін

R: Аргінін

S: Серин

T: Треонін

V: Валін

W: Триптофан

Кодований геном білок за функцією належить до факторів росту. 
Секретований назовні.